# Il potere della stupidità
Il potere della stupidità è un libro scritto da Giancarlo Livraghi e pubblicato nel 2004 da Monti & Ambrosini Editori. Giunto alla terza edizione nel 2008, nel 2009 è stato tradotto in inglese con il titolo The Power of Stupidity e nel 2010 in spagnolo con il titolo El poder de la estupidez.
Secondo la prefazione, Il potere della stupidità offre al lettore tante differenti e originali prospettive sui comportamenti umani.